# اکوادور
اکوادور یا اکوادر (به اسپانیایی: Ecuador) با نام رسمی جمهوری اکوادور (به اسپانیایی: República del Ecuador)، کشوری در شمال غربی آمریکای جنوبی است. پایتخت آن کیتو و بزرگ‌ترین شهر این کشور گوایاکیل است.
جمعیت این کشور ۱۷٬۶۴۳٬۰۰۰ نفر و زبان رسمی آن اسپانیایی است.
نظام سیاسی اکوادور جمهوری ریاست‌جمهوری است. این کشور از سال ۱۸۳۰ مستقل شده است. اکوادور پیش از این تاریخ بخشی از امپراتوری اسپانیا و جمهوری کلمبیای بزرگ بود.
در شمال آن کلمبیا، در شرق و جنوب آن پرو و در غرب آن اقیانوس آرام قرار دارد. این کشور همچنین شامل جزایر گالاپاگوس در اقیانوس آرام در حدود ۹۶۵ کیلومتری غرب کشور می‌باشد. اکوادور دارای مساحتی برابر با ۲۷۲٬۰۴۵ کیلومتر مربع است.

## واحد پول
این کشور از سکه‌های سنتاوو استفاده می‌کند در کنار این واحد پول از دلار آمریکا استفاده می‌کند

## نام
این کشور بر خط استوا قرار دارد و نام اسپانیایی آن به همین واقعیت اشاره دارد. نام رسمی آن «جمهوری اکوادور» است.

## تاریخ

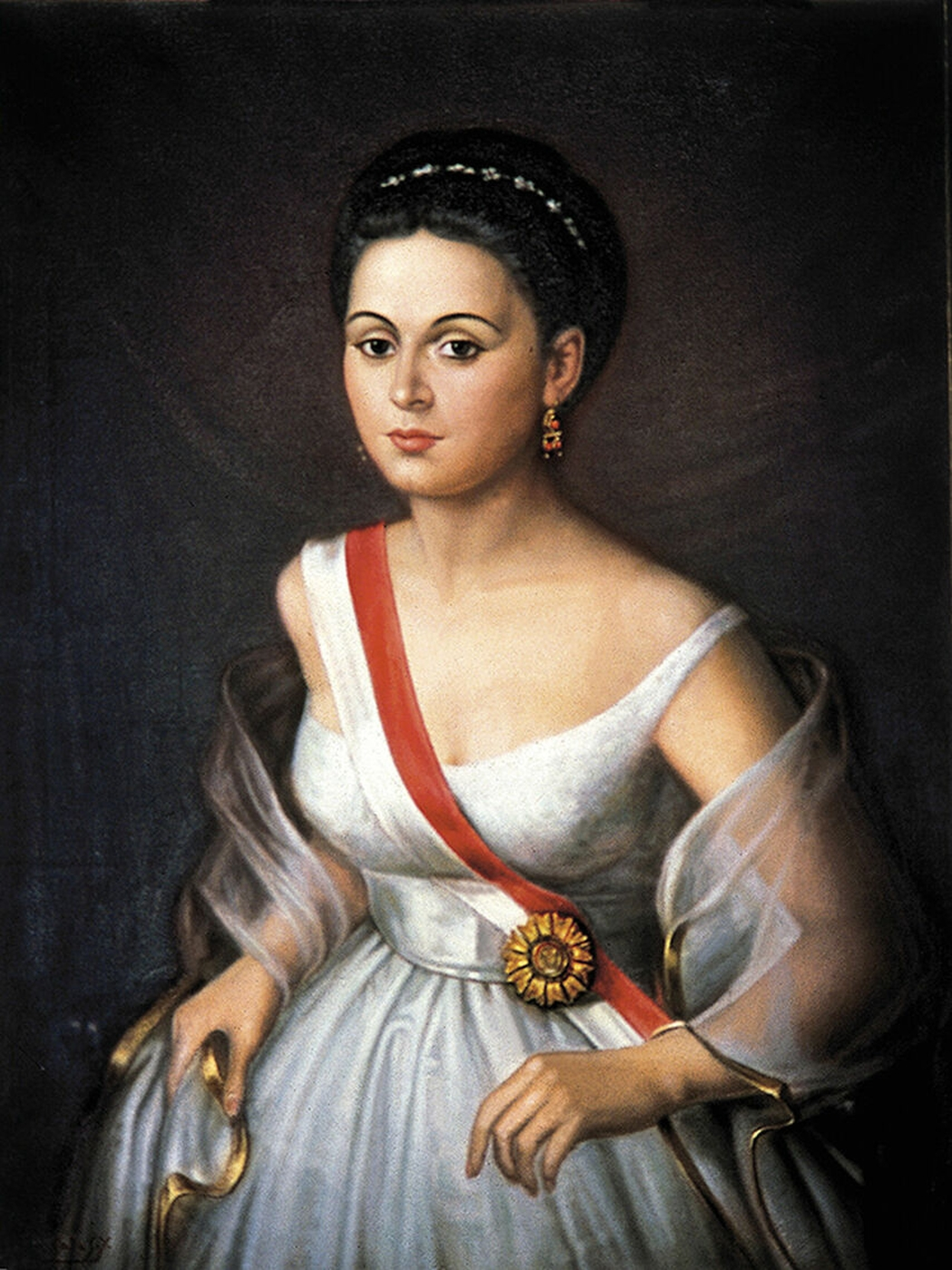
مانوئلا سائنس قهرمان ملی و انقلابی اهل اکوادور

بومی‌ها مدت‌ها پیش از فتح منطقه توسط امپراتوری اینکا در این ناحیه سکونت یافتند. به دلیل جنگ‌ها و ازدواج‌ها با ملل مختلفی که ساکن دره‌های رشته کوه آند بودند، این ناحیه بخشی از قلمروی امپراتوری اینکاها شد. آتاهوالپا یکی از پسران امپراتور اینکا هواینا کاپاک در شهر کیتو متولد شد. با این وجود از آنجا که امپراتور پسر دیگری بنام هاسکار داشت که در کوسکو پایتخت امپراتوری اینکا متولد شده بود، تاج پادشاهی به وی نرسید؛ بنابراین امپراتوری به دو قسمت تقسیم شد: آتاهوالپا فرمانروایی قسمت شمالی را که مرکز آن کیتو بود دریافت کرد و هاسکار قسمت جنوبی را که مرکز آن کوسکو بود به ارث برد. در سال ۱۵۳۱ فاتحان اسپانیایی با فرمانروایی فرانسیسکو پیزارو وارد امپراتوری اینکاها شدند که به دلیل جنگ‌های داخلی بسیار ضعیف شده بود. آتاهوالپا به دنبال اتحاد با اسپانیایی‌ها برای غلبه بر هاسکار بود تا فرمانروایی کل امپراتوری اینکاها را به‌دست گیرد. اما اسپانیایی‌ها در قلعه‌ای نظامی در کاخامارکا استقرار یافتند و در نبرد کاخامارکا آتاهوالپا را اسیر کرده و وی را گروکان گرفتند. وی در سلولی پر از طلا که مانع فرار او می‌شدند اسیر بود. در مدت اسارت، آتاهوالپا برنامه‌ای برای کشتن نابرادری خود در کوسکو طرح کرد. صحنه برای غلبهٔ اسپانیایی‌ها بر کل امپراتوری اینکاها آماده بود. با وجود اینکه اسپانیایی‌ها در محاصرهٔ اینکاها بودند؛ آتاهوالپا را اعدام کردند. اسپانیایی‌ها برای فرار از محاصرهٔ قلعه، تمامی توپ‌های خود را شلیک کردند و از میان اینکاها گریختند. در سال‌های بعدی اسپانیایی‌ها در پرو به قدرت رسیدند.
عده افراد بومی در دهه‌های اولیهٔ حکومت اسپانیایی‌ها به دلیل بیماری رو به کاهش نهاد؛ زمانی که بومی‌ها مجبور به کار کردن در سیستم کاری «انکومیاندا» برای اربابان اسپانیایی بودند. در سال ۱۵۶۳، کیتو بخشی از ناحیهٔ دولتی "audiencia" اسپانیا و محل حکومت نایب پرویی شد که پایتخت آن لیما بود.
پس از حدود ۳۰۰ سال از استعمارگری اسپانیایی‌ها، کیتو شهری با حدود ده هزار نفر جمعیت بود و در سال ۱۸۲۲ بود که اکوادور به جمهوری گرن کلمبیایی سیمون بلیوار ملحق شد و در سال ۱۸۳۰ جمهوری‌ای مستقل شد.
در سدهٔ نوزدهم، اوضاع ناحیه ناآرام بود و فرمانروایان یکی پس از دیگری به سرعت می‌آمدند. گابریل گارسیا مورنو در دههٔ ۱۸۶۰ با پشتیبانی کلیسای کاتولیک رم کشور را متحد ساخت. در اواخر دههٔ ۱۸۰۰، تقاضای جهانی برای کاکائو باعث وابستگی اقتصاد به صادرات کالا شد و این شرایط باعث مهاجرت به مناطق حاصلخیز ساحلی شد.
یک انقلاب آزادی‌خواه در نواحی ساحلی تحت رهبری الوی الفارو در سال ۱۸۹۵ باعث کاهش قدرت روحانیت شد و این حزب آزادی‌خواه تا زمان کودتای نظامی سال ۱۹۲۵ همچنان قدرت داشت. در دهه‌های ۱۹۳۰ و ۱۹۴۰ سیاست‌مداران مردمی مانند رئیس‌جمهور خوسه ماریا ولاسکو ایباررا که در پنج دوره رئیس‌جمهور بود نقشی پراهمیت داشتند.
اختلاف بر سر حکومت بر قلمرویی در آمازون باعث ایجاد اختلافی طولانی مدت بین اکوادور و پرو شده است. در سال ۱۹۴۱، با تشدید اختلافات بین دو کشور جنگ درگرفت. پرو ادعا می‌کرد که حضور نظامی اکوادور در قلمرویی که پرو مدعی آن است در واقع حمله به خاک پرو است و اکوادور نیز همین ادعا را در مورد پرو داشت. پرو دارای نیروی نظامی متشکل از یازده هزار و ۶۸۱ سرباز بود، درحالی‌که اکوادور تنها پنج هزار و ۳۰۰ نیروی نظامی غیر ماهر و گسسته داشت که هزار و ۳۰۰ تن از آن‌ها در نواحی جنوبی کشور استقرار یافته بودند. در پنج ژوئیه سال ۱۹۴۱، با عبور نیروهای پرو از برخی محل‌های مرزی اکوادور برای بررسی توان نظامی نیروهای مرزی این کشور درگیری بالا گرفت. در نهایت در ۲۳ ژوئیه ۱۹۴۱، نیروهای پرو از مرز اکوادور در رودخانهٔ زارومیلا گذشتند و رسماً حملهٔ خود را به ناحیهٔ ال‌اوروی اکوادور آغاز کردند. در این جنگ پرو تمامی نواحی مورد ادعای اکوادور و همچنین ناحیهٔ ال‌اورو و قسمت‌هایی از ناحیهٔ لوخا (حدود ۶٪ کشور) را تصرف کرد و خواستار صرف‌نظرکردن اکوادور از نواحی مورد ادعایش شد. نیروی دریایی پرو بندر گوایاکیول را در اختیار گرفت و بدین‌ترتیب مانع تأمین تجهیزات مورد نیاز نیروهای اکوادور شد. پس از چندین هفته از جنگ، با فشار آمریکا و چندین کشور آمریکای لاتین جنگ متوقف شد. اکوادور و پرو در ۲۹ ژانویهٔ سال ۱۹۴۲ رسماً تفاهم‌نامه ریو را به نفع اتحاد نیمکره در مقابل نیروهای کشورهای محور در جنگ جهانی دوم امضاء کردند. در نهایت به دلیل پیروزی پرو نواحی مورد اختلاف به این کشور داده شد. پیش از اتمام کامل اختلافات دو جنگ دیگر اتفاق افتاده بودند. "رجوع کنید به جنگ پاکیوشا و جنگ سنپا.

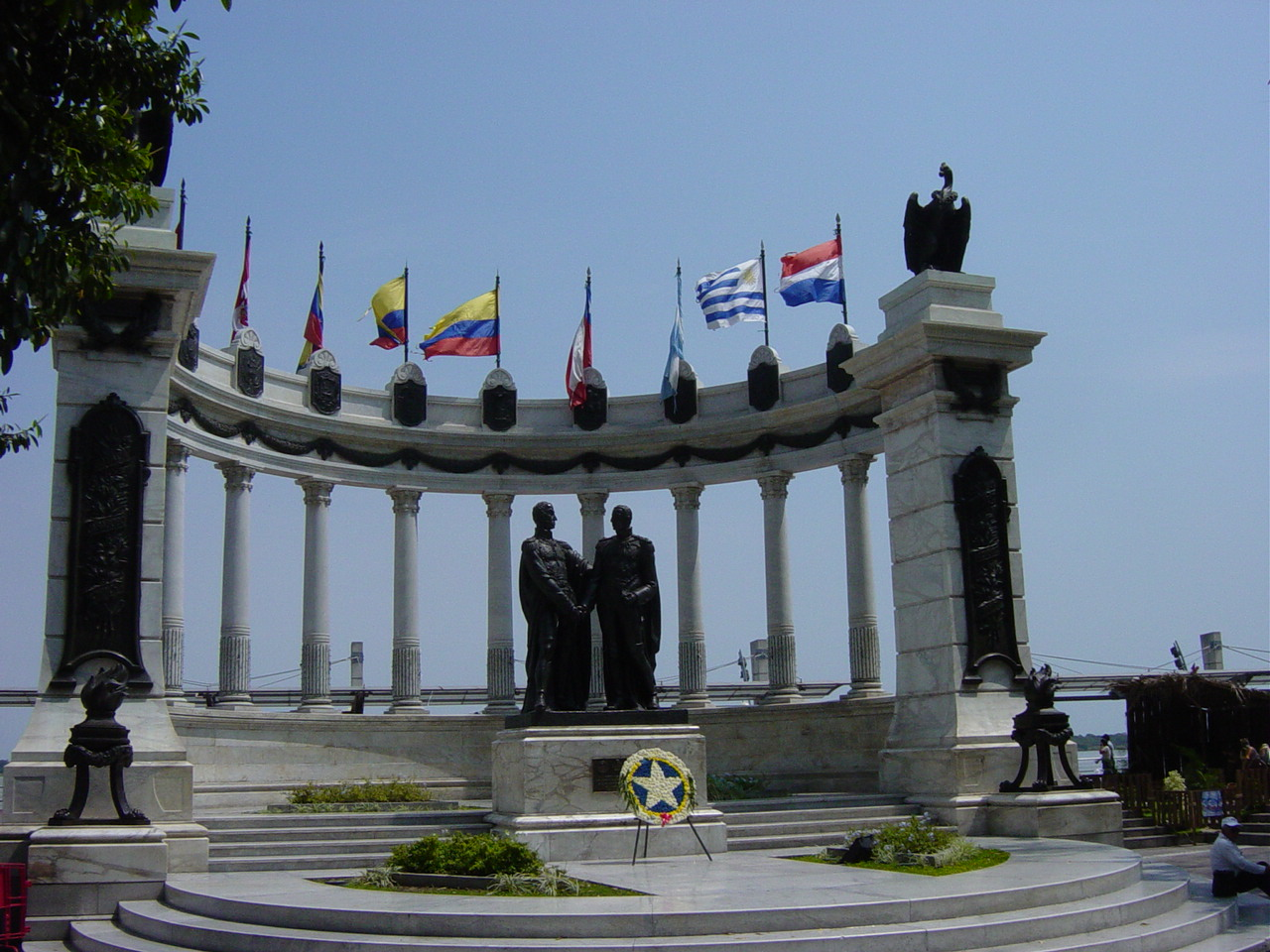
یادبود کنفرانس بین سیمون بولیوار و خوسه د سن مارتین

رکود اقتصادی و نارضایتی عمومی باعث بازگشت به سوی سیاست‌های مردمی در دههٔ ۱۹۶۰ شد، درحالی‌که شرکت‌های خارجی در ناحیهٔ آمازون اکوادور منابع نفتی کشف کرده و آن‌ها را توسعه می‌دادند. در سال ۱۹۷۲، ساخت لولهٔ نفتی آندیان که نفت را از شرق به ساحل می‌آورد به اتمام رسید و بنابراین اکوادور به دومین تولیدکنندهٔ بزرگ نفت در آمریکای جنوبی تبدیل شد. در همان سال یک گروه نظامی ملی جونتا دولت را مغلوب کرد و تا سال ۱۹۷۹ همچنان بر قدرت ماند، تا اینکه در آن سال فشارهای نهادهای مردمی‌دموکراتیک بسیار افزایش یافت. در سال ۱۹۸۲، دولت با بحران اقتصادی ناشی از تورم بالا، کسری بودجه، کاهش ارزش پول کشور، افزایش بدهی و مشکل از صنایع غیررقابتی مواجه شد که منجر به بی‌ثباتی دولت شده بود.
سال‌های متمادی بی‌کفایتی در ادارهٔ کشور که با ناتوانی در رسیدگی به بدهی‌های کشور در زمان حکومت نظامی آغاز شده بود، در واقع کنترل و ادارهٔ کشور را غیرممکن کرده بود. در اواسط دههٔ ۹۰، دولت اکوادور دارای نهاد اجرایی بسیار ضعیفی بود که برای راضی کردن دولتمردان در هیئت قانونگذاری و قضایی تقلا می‌کرد. سه رئیس‌جمهور آخر منتخب مردم هیچ‌کدام تا آخر دورهٔ ریاست جمهوری خود بر سر کار نماندند.
از جمله مهم‌ترین عوامل در بی‌ثباتی دموکراتیک اکوادور ظهور جمعیت بومی به عنوان جزئی فعال در دولت بود. این افراد به دلیل ناتوانی دولت در تحقق وعده‌هایش در مورد اصلاحات ارضی، بیکاری و استثمار مالکان زمین نسبت به دولت بدبین بودند.
نهضت آن‌ها به همراه حرکت‌های مشابهِ چپ‌گراها و طبقهٔ ممتاز باعث کاهش توان نهاد اجرایی شد. بخش عمومی و سایر بخش‌های دولت سرمایهٔ سیاسی کمی در اختیار رئیس‌جمهور قرار می‌دادند، همانطوری‌که در زمان عزل رئیس‌جمهور لوسیو گوتیِرس در آوریل ۲۰۰۵ در کنگرهٔ اکوادور اتفاق افتاد. الفردو پالاسیو معاون رئیس‌جمهور، جانشین او شد و تا زمان انتخابات عمومی اکوادور ۲۰۰۶ روی کار ماند، که در ابتدا برنده‌ای نداشت، تا زمانی که در ۲۶ نوامبر در انتخابات نهایی رافائل کورئا بر آلوارو نوبا پیروز شد.

## سیاست

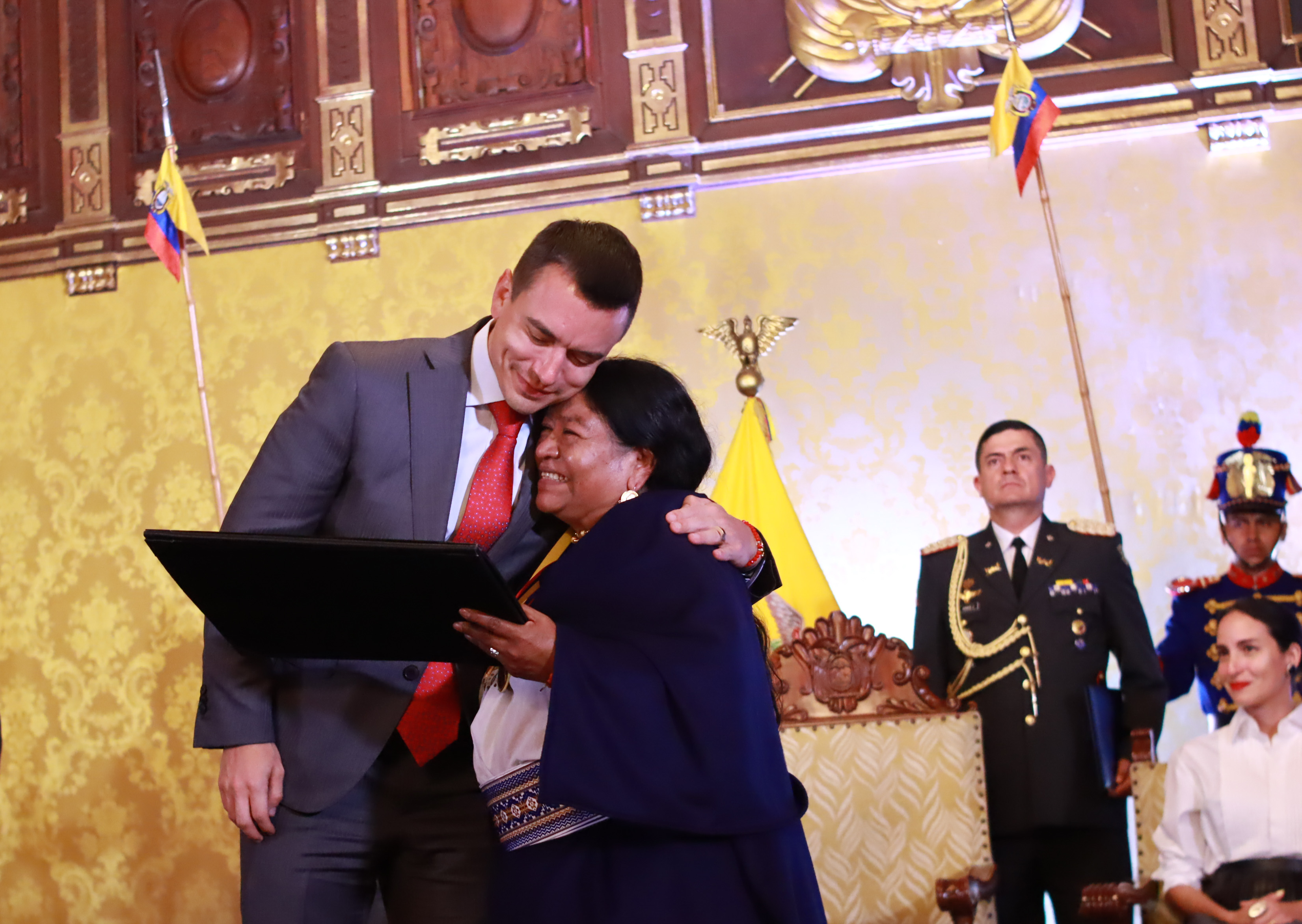
دانیل نوبوآ، رئیس‌جمهور اکوادور

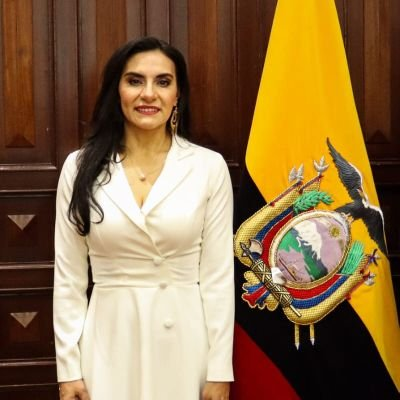
ورونیکا آباد، معاون رئیس‌جمهور اکوادور

سیاست اکوادور به صورت سیستم رئیس‌جمهوری نمایندگی مردمی جمهوری است، که در آن رئیس‌جمهور اکوادور هم رئیس دولت و هم رهبر کشور در یک سیستم چند بخشی است. توان اجرایی در اختیار دولت است. حق قانون‌گذاری هم در دستان دولت و هم کنگره ملی اکوادور است. بخش قضایی جدای از بخش‌های قانونگذاری و اجرایی است.

### شاخهٔ اجرایی
رئیس‌جمهور: الفردو پالاسیو (از ۲۰ آوریل ۲۰۰۵ و بعد لوسیو گوتیِرس توسط کنگره عزل شد)
معاون رئیس‌جمهور: نیکانور الخاندرو سررانو آگیلار (از ۵ مهٔ ۲۰۰۵)
کابینه: رئیس‌جمهور کابینه را تعیین می‌کند و تمامی وزرا و حیطهٔ کاری آن‌ها توسط وی تعیین می‌گردند. در حال حاضر ۱۵ وزیر (Ministerios) و ۷ دبیر (Secretarías) وجود دارند.
انتخابات: رئیس‌جمهور و معاون رئیس‌جمهور با یک رأی برای یک دورهٔ چهار ساله طی یک انتخابات اجباری انتخاب می‌شوند و آن‌ها نمی‌توانند در دو دورهٔ متوالی سر کار بیایند. آخرین انتخابات عمومی در اکوادور در اکتبر ۲۰۲۳ برگزار شد که طی آن دانیل نوبوآ به عنوان رئیس‌جمهور انتخاب شد.
در اکتبر و نوامبر ۲۰۰۶ نیر انتخابات در اکوادور برگزار شد که طی آن رافائل کورئا به عنوان رئیس‌جمهور و لنین مورنو به عنوان معاون رئیس‌جمهور انتخاب شد.

### شاخهٔ قانونگذاری
کنگره ملی اکوادور با ۱۰۰ عضو در هر منطقه برای یک دورهٔ چهار ساله انتخاب می‌شوند.

### شاخهٔ قضایی
دادگاه عالی Corte Suprema در راس این شاخه است. طبق قانون اساسی کشور، قضات Ministros Juez توسط اعضای دادگاه عالی انتخاب می‌شوند، با این حال در دسامبر ۲۰۰۴ کنگرهٔ ملی کلاً جایگزین دادگاه شد.

## روابط خارجی

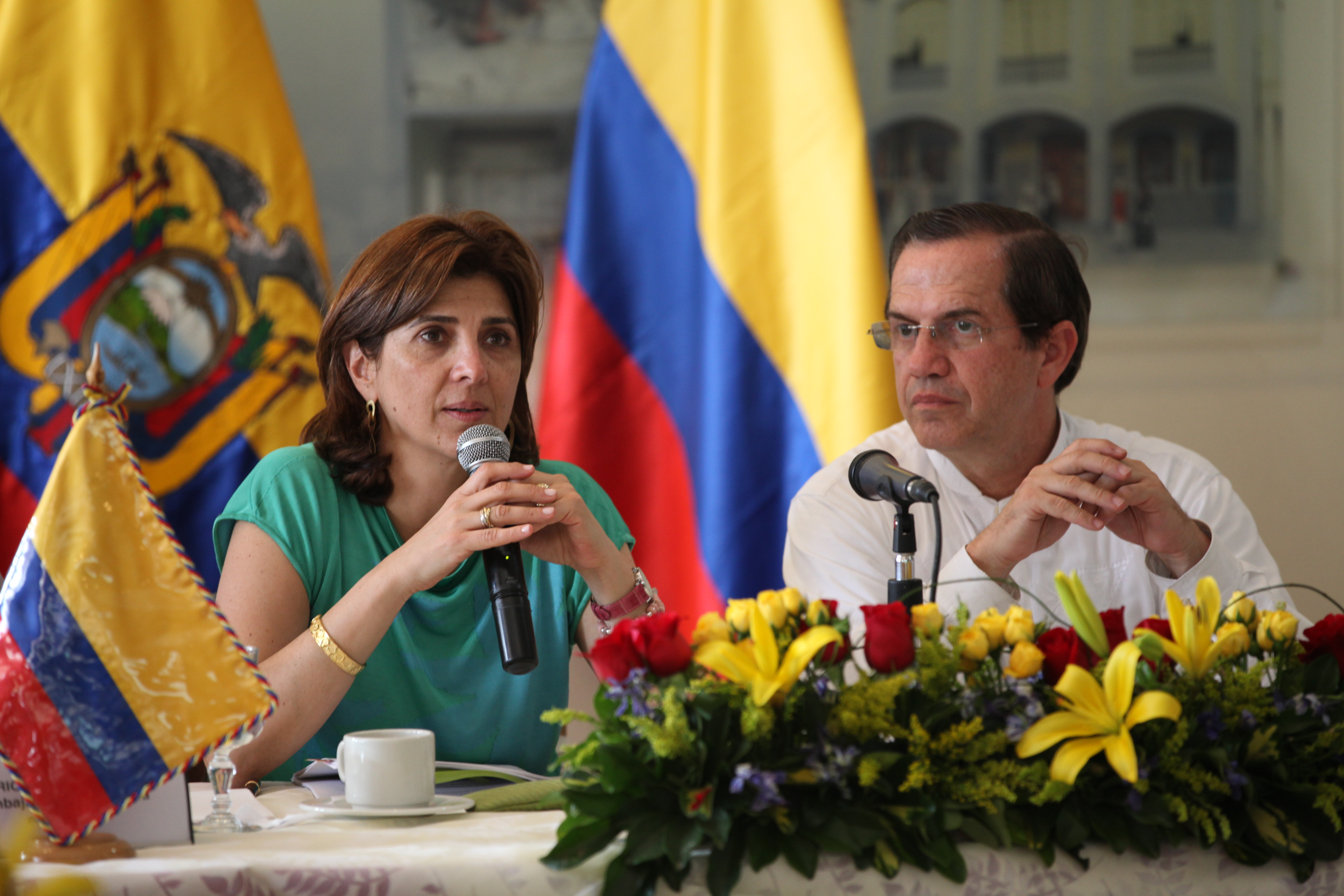
روابط نزدیک اکوادور و کلمبیا

اکوادور عمدتاً تأکید بسیاری بر رویکردهای چندجانبه در مورد مسائل بین‌المللی داشته است. اکوادور عضو سازمان گروه‌های منطقه‌ای است که از آن جمله گروه ریو، سیستم اقتصادی آمریکای لاتین، سازمان انرژی آمریکای لاتین، انجمن اتحاد آمریکای لاتین و معاهده آند می‌باشد. همچنین اکوادور از تاریخ ۲۱ دسامبر ۱۹۴۵ در سازمان ملل متحد نیز عضو است.
اکوادور ارتباطی نزدیک با آمریکا دارد. در سال ۲۰۰۶، فسخ یک قرارداد توسط شرکت اکسیدنتال، یک شرکت نفتی آمریکای شمالی، باعث ایجاد تنش در آمریکا و اکوادور شد. دولت اکوادور اعلام کرد که قرارداد با این شرکت فاقد اعتبار است که این شرایط باعث کندی روند مذاکرات قراردادهای تجارت آزاد بین دو کشور شد. مدت زمان معاهدهٔ Atpdea بزودی به پایان می‌رسد و این بدین معنا است که روابط تجاری اکوادور با آمریکا کاهش خواهد یافت و بنابراین اکوادور مجبور خواهد شد که به دنبال بازارهای بین‌المللی دیگری باشد.
دورنمای صنعت گل ناخوشایند است. آمریکا بیش از ۷۵٪ از صادرات گل اکوادور را مصرف می‌کند. بر اساس تخمین‌ها شکست سیاست خارجی اکوادور سالانه بیش از ۳۰ هزار فرصت شغلی را در این کشور از بین می‌برد.

## جغرافیا

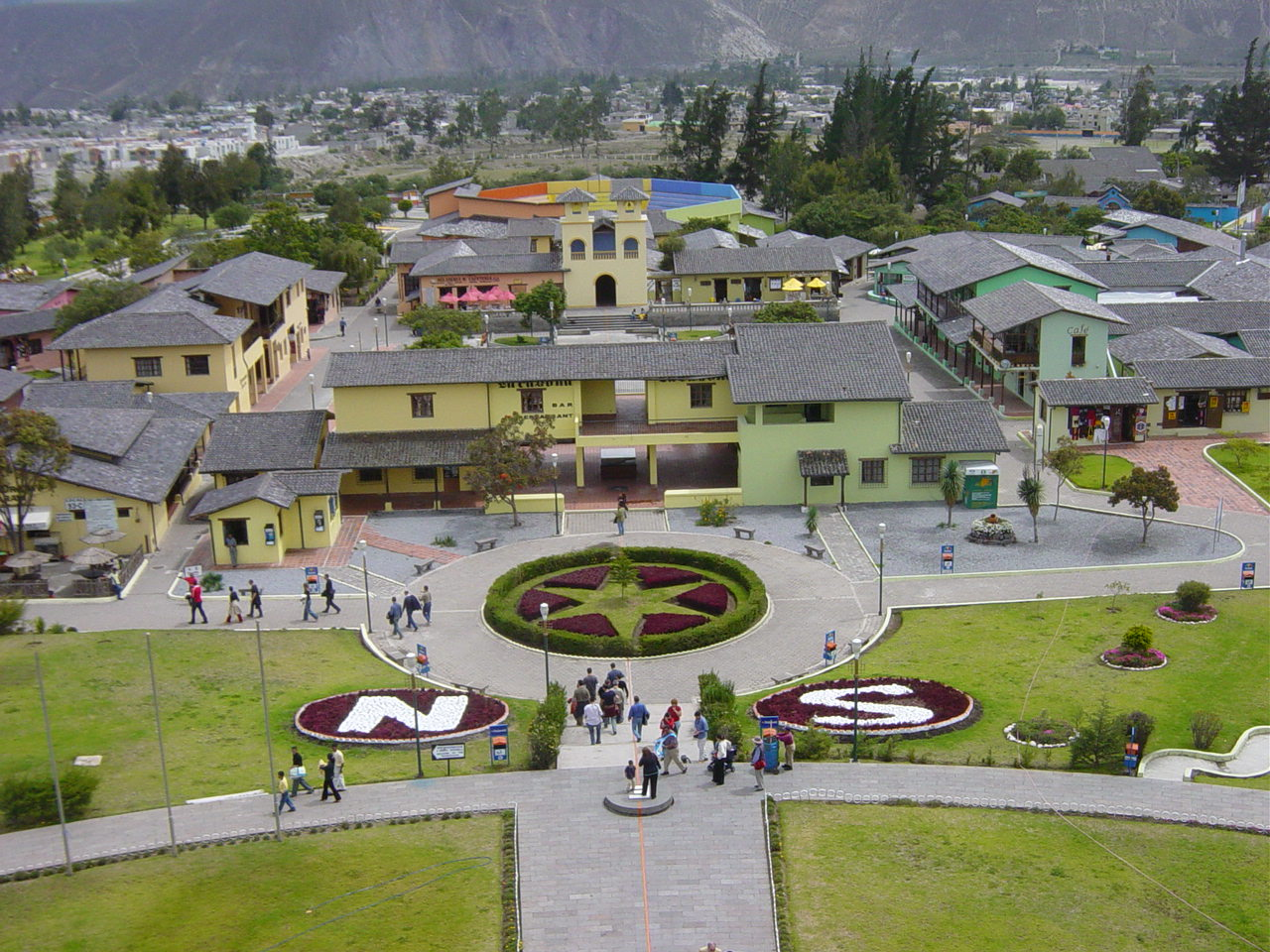
لا میتاد دل موندو؛ محل تلاقی نیمکره شمال و جنوبی زمین

اکوادور دارای سه منطقهٔ جغرافیایی عمده به همراه یک ناحیهٔ جزیره‌ای در اقیانوس آرام است.
1. La Costa،  یا ساحل، شامل منطقهٔ ساحلی در قسمت‌های غربی کشور شامل خط ساحلی اقیانوس آرام است.
2. La Sierra، نوار مرتفعی است که از شمال به جنوب کشور کشیده شده و در زمین‌های کوهستانی آن کوه‌های آند قرار دارند.
3. El Oriente، (شرق) شامل جنگل آمازون در قسمت‌های شرقی کشور است که حدود کمتر از نیمی از مساحت کشور را شامل می‌شود ولی کمتر از ۵٪جمعیت در این ناحیه زندگی می‌کنند.
4. Región Insular، شامل جزایر گالاپاگس و حدود ۱۰۰۰ کیلومتر (۶۲۰ mi) از غرب اقیانوس آرام است.

کیتو پایتخت اکوادور است و در استان پیچینچا در ناحیهٔ سیِرا واقع است. گوای اکیل بزرگ‌ترین شهر اکوادور است که در استان گوایاس در کُستا واقع است. در مورد شهر کوتوپکسی که در جنوب کیتو در استان مجاور هم‌نام قرار دارد به اشتباه گفته شده که فعالترین و بلندترین آتشفشان جهان در آنجا قرار دارد، اما در حقیقت چندین قله در شمال شیلی و جنوب پرو بلندتر و فعال‌تر از آن هستند. در عین حال آتشفشان چیمبوراسو با ارتفاعی بین ۶٬۲۶۷ تا ۶٬۳۱۰ متر، بلندترین قلهٔ اکوادور است.

## تقسیمات کشوری

نقشه اکوادور

اکوادور دارای ۲۲ استان است که هریک مرکز اجرایی خود را دارد.
مراکز استان‌ها در داخل پرانتز آورده شده‌اند.
| - آسوای (کوئنکا) - بولیوار (گوئاراندا) - کانار (آسوگِس) - کرچی (تولکان) - چیمبوراسو (ریوبامبا) - کوتوپکسی (لاتاکونگا) - ال‌اورو (ماچالا) - اسمرالداس (امرالداس) - گالاپاگوس (پوئرتو باکرزو مورنو) - گوایاس (گوای اکیل) - ایمبابورا (ایباررا) | - لوخا (لوخا) - لُس‌ریوس (بابائویا) - منابی (پرتویو) - مورونا-سانتیاگو (ماکاس) - نپو (تنا) - اوریانا (پوئرتو فرانسیسکو د اوریانا) - استان پاستاسا (پیو) - پیچینچا (کیتو) - ساکومبیوس (نوئوا لوخا) - تونگراگوا (امبتو) - سامورا-چینچیپه (سامورا) |

| شهر           | جمعیت     |
| ------------- | --------- |
| گوایاکیل      | ۱٬۹۵۲٬۰۰۰ |
| کیتو (پایتخت) | ۱٬۴۰۰٬۰۰۰ |
| کوئنکا        | ۲۷۷٬۰۰۰   |
| سانتو دومینگو | ۲۰۰٬۰۰۰   |
| ماچالا        | ۱۹۸٬۰۰۰   |
| مانتا         | ۱۸۳٬۰۰۰   |

جمعیت کل: ۴٬۰۱۴٬۹۰۰نفر

## اقتصاد

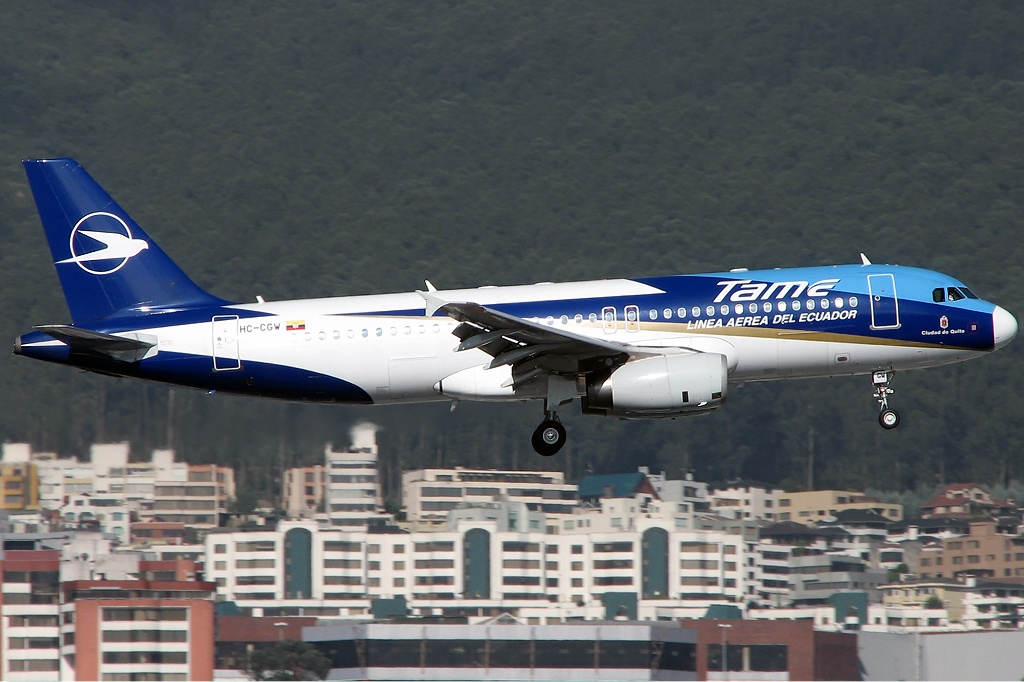
یک هواپیمای مسافربری از شرکت تی‌ای‌ام‌ئی

اکوادور دارای منابع نفت غنی و زمین‌های کشاورزی پرمحصول است. از آنجا که اکوادور کالاهای اصلی مانند نفت، موز و میگو صادر می‌کند، نوسانات در بازارهای جهانی می‌تواند تأثیر بسیاری بر اوضاع داخلی این کشور داشته باشد. صنعت اکوادور عمدتاً در راستای ارائهٔ خدمات در بازارهای داخلی است. وخیم شدن شرایط اقتصادی اکوادور در سال‌های ۹۸–۱۹۹۷ باعث شد که این کشور دچار بحران‌های مالی و اقتصادی شدیدی در سال ۱۹۹۹ بشود. برخی عوامل خارجی مانند پدیدهٔ جوی ال‌نینیو در سال ۱۹۹۷، کاهش شدید قیمت نفت در بازارهای جهانی در ۹۸–۱۹۹۷ و بی‌ثباتی بازار بین‌المللی در همان دوران این بحران‌ها را قابل پیش‌بینی کرده بود. این عوامل سیاست اقتصادی دولت اکوادور را که تلفیقی از کسری‌های مالی بزرگ و سیاست‌های مالی انبساطی بود بیشتر برجسته ساخت و باعث کاهش ۳/۷ درصدی تولیدات خالص داخلی سالانه، تورم ۲/۵۲٪ و کاهش ۶۵درصدی ارزش پول ملی کشور در سال ۱۹۹۹ شد که این عوامل منجر به ناتوانی بیشتر اکوادور در پرداخت بدهی‌های خارجی در آن سال شد.

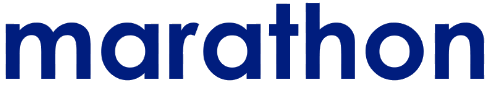
ماراتن اسپورتس شرکت تجهیزات ورزشی و پوشاک اکوادوری

در ۹ ژانویه، ۲۰۰۰، دولت رئیس‌جمهور جمیل مهواد اعلام کرد که برای مقابله با این بحران‌ها ازین پس دلار آمریکا به عنوان پول رایج کشور مورد استفاده قرار می‌گیرد. استفاده از دلار آمریکا به عنوان پول رایج کشور به جای تثبیت پول ملی به آن بدین معنا است که فایده‌های ضرب پول به اقتصاد آمریکا تعلق می‌گیرد، چه آن را جبران کند یا نکند. اعتراضات در پی این قضیه باعث عزل رئیس‌جمهور شد و معاون وی نوبوئا به جای وی سر کار آمد.
دولت نوبوئا نیز استفاده از دلار را به عنوان هستهٔ اصلی راهکار خود برای بهبود اوضاع اقتصادی برگزید. دولت در این زمینه وارد مذاکره با صندوق بین‌المللی پول (IMF) شد و نتیجهٔ مذاکرات ترتیب یک دورهٔ ۱۲ ماهه برای آماده‌سازی شرایط توسط IMFبود. سایر راه‌کارهای اقتصادی دولت اکوادور شامل تلاش برای کاهش کسری مالی دولت، اجرای اصلاحات ساختاری برای تقویت سیستم بانکی و به‌دست آوردن دوبارهٔ کنترل بر بازارهای خصوصی سرمایه بود. با گرانی نفت در بازارهای جهانی اقتصاد اکوادور اندکی بهبود یافت و در سال ۲۰۰۰ تولیدات خالص داخلی به سقف ۹/۱٪ رسید. با این وجود، ۷۰٪ مردم اکوادور زیر خط فقر به‌سر می‌برند که بیش از دو برابر آمار ۵ سال پیش از آن است. تورم در سال ۲۰۰۰ معادل ۱/۹۶٪ بود، اما نرخ تورم رو به کاهش است. تورم ماهانه در اکوادور در فوریهٔ ۲۰۰۱ برابر با ۹/۲٪ بود. امروزه صنعت توریسم و جهانگردی یکی از اصلی‌ترین درآمدهای اکوادور است و از امنیت، جاذبه‌های طبیعی و مقرون به صرفه بودن این کشور می‌توان به عنوان عوامل رونق جهانگردی نام برد.

## جمعیت‌شناسی

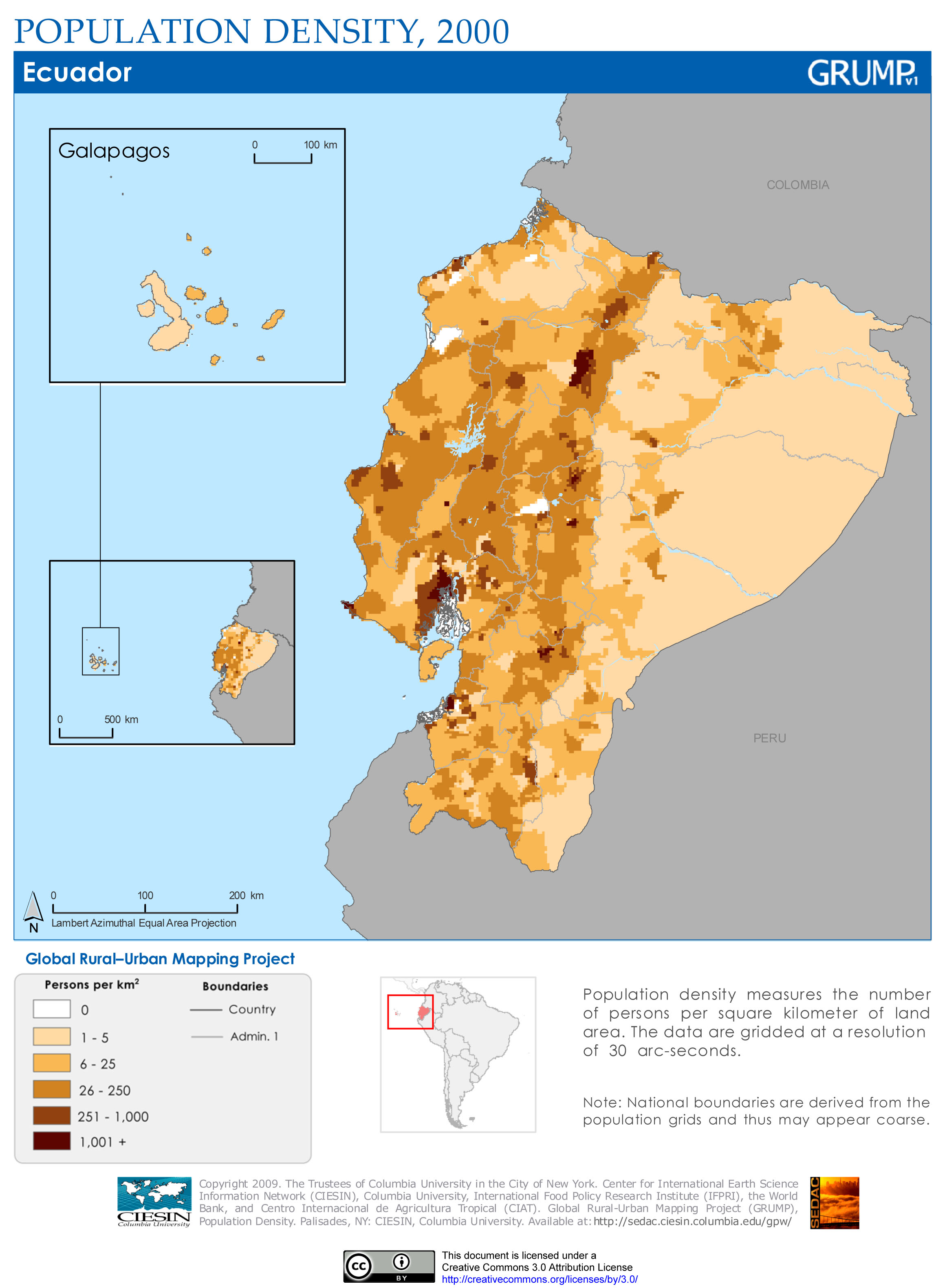
تراکم جمعیت اکوادور

نژاد مردم اکوادور متنوع است. بزرگ‌ترین گروه نژادی در اکوادور مستیزوها هستند که تلفیقی از اجداد اسپانیایی و سرخ‌پوستان هستند و بیش از ۶۵٪ جمعیت را تشکیل می‌دهند. سرخ‌پوستان اکوادور از لحاظ جمعیتی دوم هستند و حدوداً یک سوم جمعیت فعلی اکوادور معادل ۲۵٪ را تشکیل می‌دهند. سفیدپوستان اغلب از کسانی هستند که به ایشان کریولو گفته می‌شود؛ کسانی که نیاکانشان، خالص اسپانیایی‌ها بوده‌اند و حدود ۷٪ جمعیت را شامل می‌شوند. اندک افراد اکوادوری‌های آفریقایی‌تبار، شامل دورگه‌های سیاه‌پوست-سفیدپوست و نیز زامبوها (دورگه‌های سیاه‌پوست-سرخ‌پوست) که عمدتاً در اسمرالداس و ایبرا قرار دارند و مهاجرین بقیهٔ جمعیت را تشکیل می‌دهند. خارجی‌های بسیاری در اکوادور زندگی می‌کنند. همچنین اکوادوری‌های بسیاری در کشورهای اسپانیا، ایتالیا و آمریکا به‌سر می‌برند.
منطقهٔ جنگلی گرمسیری در شرق منطقهٔ کوهستانی تقریباً خالی از جمعیت است و تنها حدود ۳٪ جمعیت در آنجا ساکن هستند.

نسبت جنسی انسانی در اکوادور

اگرچه بر اساس قانون اساسی اکوادور باید بیش از ۳۰٪ درآمد خالص صرف آموزش شود، اما دولت اعلام کرده که هدف دولت تخصیص ۱۱٪ از بودجه برای آموزش است. بر اساس تخمین‌ها مصارف تولیدات خالص ملی (GDP) اکوادور در سال ۲۰۰۳ به ۴٪ می‌رسد. بر اساس گزارش‌ها بخش هزینه‌های کودکان سازمان ملل (یونیسف) سطح سواد در اکوادور بالای ۹۰٪ است، اما بیش از ۱۰ سال است که تغییری در این رقم به وجود نیامده است. سازمان فرهنگی، آموزشی و فرهنگی سازمان ملل (UNESCO) در گزارش‌ها خود اعلام کرده که تنها ۸۷٪ از معلمان مدارس ابتدایی و ۷۲٪ از معلمان دبیرستان‌ها در اکوادور آموزش دیده هستند. سیستم آموزش همگانی در اکوادور رایگان است و تحصیل برای افراد ۵ تا ۱۴ سال اجباری است. با این وجود بر اساس گزارش‌ها وزارت آموزش و پرورش اکوادور تنها ۱۰٪ از بچه‌های بالای ۵ سال در این کشور به صورت روزانه به آموزش دسترسی دارند و تنها ۶۶٪ از دانش‌آموزان دورهٔ ۶ سالهٔ تحصیل را تکمیل می‌کنند.
در مناطق روستایی تنها ۱۰٪ از نوجوانان وارد دبیرستان می‌شوند. بر اساس گزارش‌ها وزارت آموزش و پرورش میانگین دورهٔ تحصیل در این کشور ۷/۶ سال است. اکوادور دارای شصت و یک دانشگاه است که بسیاری از آن‌ها در حال حاضر مدرک کارشناسی ارشد یا دکتری ارائه می‌کنند، اما تنها ۱۸٪ دانشکده‌های دانشگاه‌های دولتی این کشور مدرک کارشناسی ارشد یا دکتری می‌دهند. ۳۰۰ انستیتوی عالی نیز در اکوادور دوره‌های آموزشی تخصصی و حرفه‌ای ارائه می‌کنند. لایحهٔ اصلاح تحصیلات عالیه نظارت بر این انستیتوهای فاقد قانون مناسب را از وزارت آموزش و پرورش سلب و به CONESUP واگذار کرد.

## مذهب

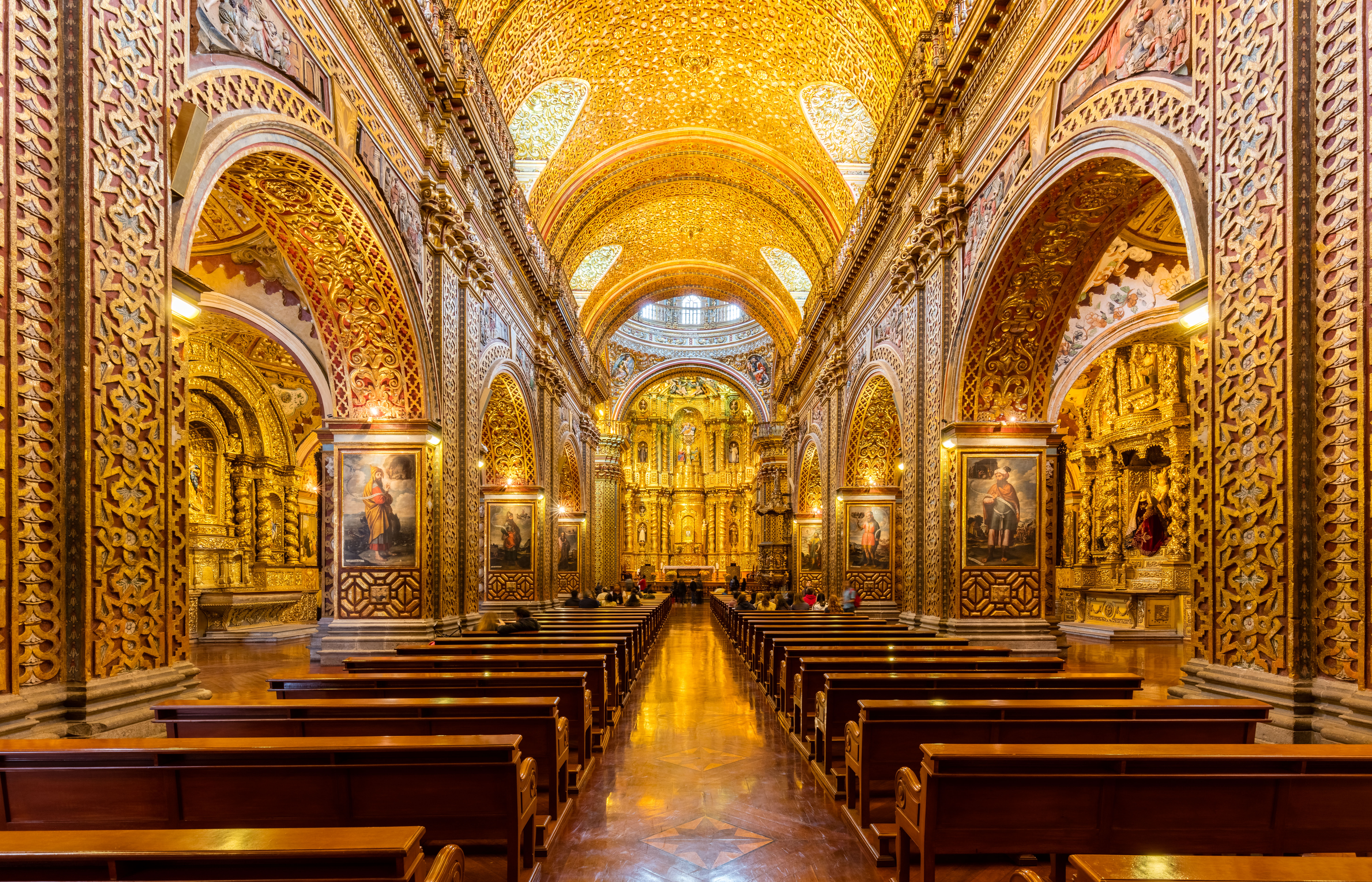
کلیسای انجمن عیسی در کیتو

تقریباً ۷۰٪ از اکوادوری‌ها کاتولیک هستند. عمدهٔ مردم اکوادور مذهبی هستند و در آیین‌ها شرکت می‌کنند. در مناطق روستایی اکوادور برخی مواقع، عقیده‌های بومی و مسیحیت نیز وجود دارد.
تعداد مسلمانان در اکوادور بسیار کم است. به‌طوری که این کشور دارای پایین‌ترین درصد جمعیت مسلمان در جهان است.
همچنین تعداد یهودیان در این کشور تنها ۱۰۰۰ تن است که اغلب از ریشهٔ آلمانی یا ایتالیایی هستند.
همچنین تعدادی یهودی سفاردیک (یهودیان جودوی اسپانیایی) نیز وجود دارند. تعداد کمی از آن‌ها در حال حاضر اعتقادات جودوی دارند و بیشتر مسیحیانی هستند که اجدادشان کاتولیک شده‌بودند.

## فرهنگ

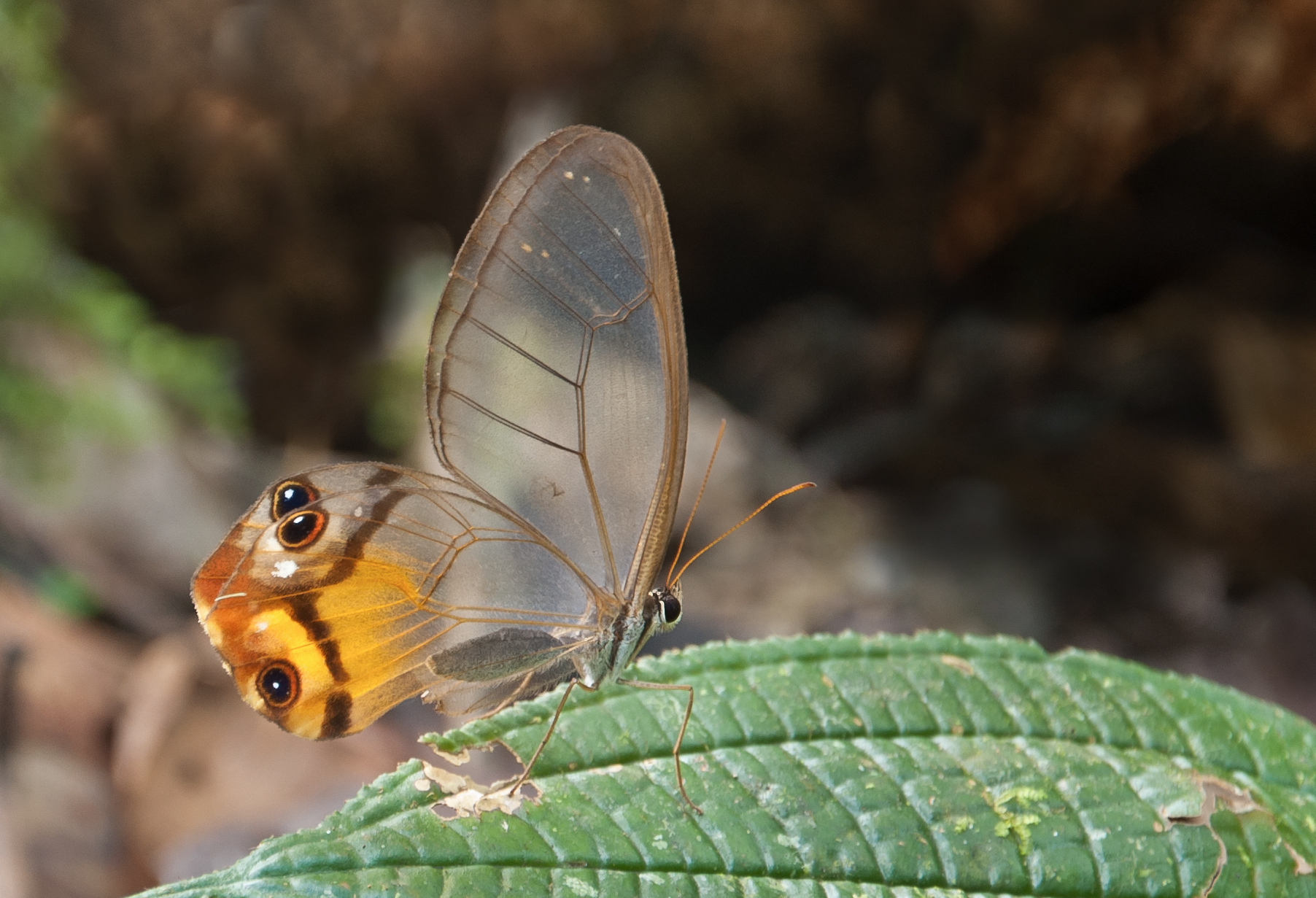
روح کهربایی پروانه‌ای که در اکوادور زندگی می‌کند.

فرهنگ اصلی اکوادور با اکثریت مستیزوی اکوادور تعریف شده است و مانند نیاکانشان تلفیقی از اروپا، عوامل سرخ‌پوستی و نیز متأثر از آفریقا است که از اجداد برده خود به ارث برده‌اند. جوامع بومی اکوادور در ابعاد مختلف این فرهنگ غالب را پذیرفته‌اند، اما برخی خود فرهنگی ویژهٔ خود نیز دارند، خصوصاً در جوامع دورتر منطقه آمازون. آفریقایی-اکوادوری‌هایی که کمتر به این فرهنگ غالب پیوسته‌اند، در واقع قربانیان بیکاری و تبعیض‌نژادی هستند.

## ورزش

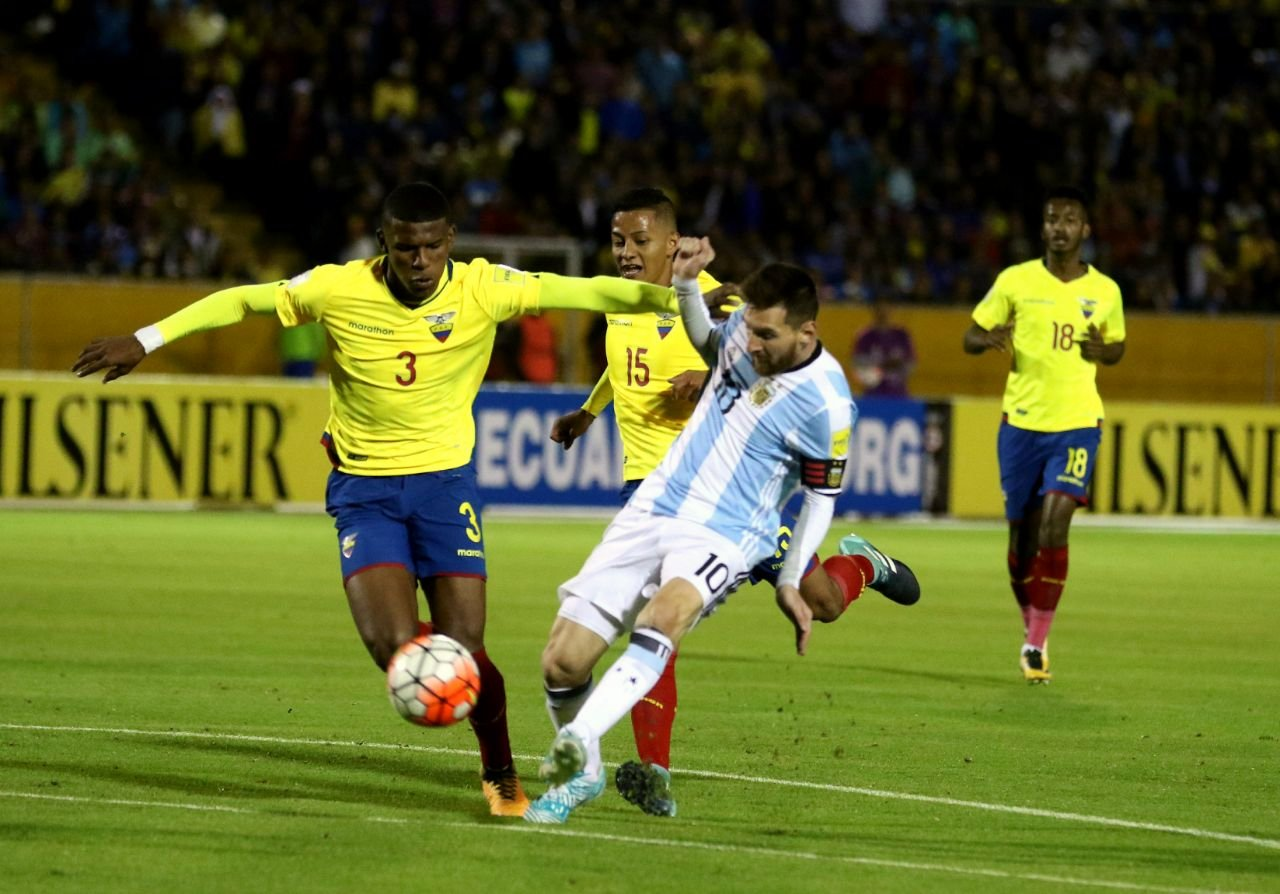
بازی فوتبال تیم ملی اکوادور و آرژانتین در سال ۲۰۱۷

متداول‌ترین ورزش در اکوادور و اغلب کشورهای آمریکای جنوبی فوتبال است. از جمله تیم‌های حرفه‌ای مشهور اکوادور «بارسلونا اس. سی» و «سی.اس. اِمِلک» از شهر گوایاکیول، Liga Deportiva Universitaria de Quito و El Nacional (تیم نیروهای مسلح اکوادور) از شهر کیتو و تیم «المدو» از شهر ریوبامبا و Deportivo Cuenca از شهر کوئنکا است. مسابقه‌های اکوادور پربیننده‌ترین وقایع ورزشی در اکوادور است. اکوادور در ۲۰۰۲ و ۲۰۰۶ به دورهای نهایی راه پیدا کرد. اکوادور در جام جهانی ۲۰۰۶ با شکست دادن لهستان و کاستارایسا در گروه A پس از آلمان جای گرفت و برای اولین بار به دور دوم راه پیدا کرد که در این دور یک بر صفر در مقابل انگلیس متوقف شد. فوتسال نیز خصوصاً به صورت جمعی در اکوادور متداول است.
طبقه متوسط و اشراف تحصیلکردگان اکوادور همچنین علاقهٔ بسیاری به ورزش تنیس دارند و بسیاری از این میان به دستاوردهای بین‌المللی قابل‌توجهی دست یافته‌اند که از آن جمله فرانسیسکو سگورا، آندرس گومس و در دههٔ ۱۹۹۹۰ نیکولاس لاپنتی می‌باشد. بسکتبال نیز در اکوادور متداول است و «اکواوالی» که ورزش سه نفری مشابه والیبال است از جمله ورزش‌های مخصوص اکوادور است. گاوبازی تنها در سطحی حرفه‌ای در کیتو در طی فستیوال‌های سالیانه که یادآور ساخت این شهراست برگزار می‌شود، اما صورت خطرناک این ورزش rodeos montubios طی جشن‌های محلی در بسیاری از مناطق روستایی همچنان برگزار می‌شود.
ورزش‌های المپیک نیز در اکوادور متداول هستند، خصوصاً از زمانی که در سال ۱۹۹۶ اکوادور اولین مدال طلای خود را در بارزی‌های المپیک توسط جفرسون پرس در مسابقات راه‌پیمایی ۲۰ کیلومتر دریافت کرد. در اکوادور علاقهٔ بسیاری به ورزش‌های جدید مانند دوچرخه‌سواری در کوهستان، کوه‌نوردی، موتورسواری، موج‌سواری، پینت‌بال (اکوادوری‌ها در قارهٔ خود جزء شش تای اول قرار دارند) وجود دارد.

## خوراک

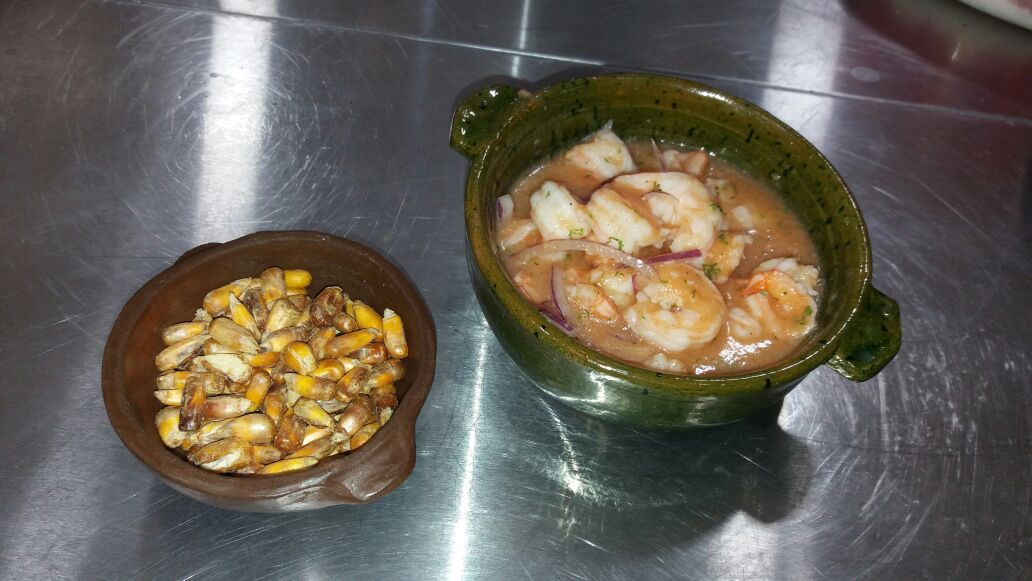
سرویچه اکوادوری یک غذای سرد است که با میگو، صدف یا ماهی، پیاز، گوجه فرنگی و لیمو درست می‌شود. چاشنی شده با سس گوجه فرنگی و خردل

غذا در اکوادور بسیار متنوع است و در مناطق مختلف با شرایط کشاورزی مختلف متفاوت است. خوک، مرغ، گوشت گاو یا خوکچه هندی در نواحی کوهستانی بسیار پرطرفدار هستند و با انواع غلات، سیب‌زمینی یا برنج مصرف می‌شوند. از جمله غذاهایی که پخت آن در خیابان‌های اکوادور در مناطق کوهستانی بسیار رایج است، سیب زمینی با گوشت خوک است. Fanesca نیز از غذاهای رایج در اکوادور است که در واقع یک نوع سوپ است که درچله روزه تهیه می‌شود و در آن انواع گوناگون لوبیا (لوبیا سبز، باقالای لیما و chochos) و شیر است و معمولاً با ماهی مصرف می‌شود.
در اکوادور انواع گوناگون میوه‌های تازه، در همه فصول در دسترس مردم است و خصوصاً در ارتفاعات پایین‌تر میوه‌ها بیشتر و متنوع تر هستند. غذاهای دریایی در مناطق ساحلی بسیار متداول هستند، خصوصاً شاه‌میگو. میگو در اکوادور بسیار متداول و تازه می‌باشد. بارهنگ و بادام زمینی مواد اصلی بسیاری از غذاها در مناطق ساحلی هستند که عموماً به دو صورت سرو می‌شوند: به صورت «کالدو» یا سوپ که ممکن است یه صورت "aguado" (سوپی رقیق، معمولاً با گوشت) یا «caldo de leche» سوپ خامه‌ای سبزیجات باشد. صورت دوم غالباً با برنج، گوشت یا ماهی در یک «منسترا» (خورش)، سالاد یا سبزیجات است. Patacones از جمله غذاهای مکمل در نواحی ساحلی است.
از جمله غذاهای رایج در مناطق ساحلی عبارت‌اند از: سِویچه، پن‌د آلمیدون، کورویش، گواتیتا، انسبویادو و امپاناداس، در مناطق کوهستانی غذاهای رایج عبارت‌اند از: هورنادو، فریتادا، هیومیتاس، تامالس، لاپینگاشس و غیره

## هنر
- نقاشان اکوادوری

## سینما
«کرونیکاس» فیلم سال ۲۰۰۵، با نویسندگی و کارگردانی سباستین کوردرو و با بازی جان لگیسامو به زبان اسپانیایی، تماماً در اکوادور تهیه و کارگردانی شده است.
قسمتی از فیلم ماریا سرشار از برکت در سال ۲۰۰۴، در اکوادور فیلم‌برداری شده است، اگرچه کلاً این فیلم در کلمبیا تهیه شده است.
«The Dancer Upstairs» در سال ۲۰۰۳ نیز در اکوادور تهیه شده، کارگردان فیلم جان مالکویچ و بازیگر اصلی آن خاویر باردم است.
فیلم Beyond the Gates of Splendor سال ۲۰۰۲ به کارگردانی جیم هانون فیلمی مستند دربارهٔ پنج مبلغ مذهبی است که در دههٔ ۱۹۵۰ به دست هندی‌های هئارانی کشته شدند. این فیلم در واقع اولین فیلم هانون بر اساس یک داستان واقعی است. وی این داستان را در فیلم The End of the Spear ساخته شده در هالیوود در سال ۲۰۰۶ مورد استفاده قرار داد، و هدف از این کار جلب گروه‌های مسیحی بود. قسمت بیشتر این فیلم در پاناما فیلم‌برداری شده است.
فیلم Proof of Life (۲۰۰۰) با بازی مگ رایان و راسل کرو نیز در اکوادور فیلمبرداری شده است. با این حال داستان این فیلم در واقع مربوط به کشوری افسانه‌ای در آمریکای جنوبی به نام «تکالا» می‌باشد. نهضت چریکی که در این فیلم به تصویر کشیده شده است در واقع یادآور جاده درخشان پرو یا نیروهای مسلح انقلابی کلمبیا (FARC) می‌باشد.
فیلم Ratas, Ratones, Rateros نوشته و کارگردانی شده توسط سباستین کوردرو ی اکوادوری در سال ۱۹۹۹ فیلمی اکوادوری در مورد یک quiteño ۱۸ ساله است که عموزاده‌اش که دزدی در شهر ساحلی ناامن گوایاکیول است، همه را گرفتار می‌کند. تعدادی منتقدان از به تصویر کشیدن چنین اختلاف فاحشی بین منطقهٔ ساحلی (گوایاکیول) و مناطق کوهستانی (کیتو) در این فیلم انتفاد کردند که این شرایط در واقع نشان‌دهندهٔ اعتقادات شدید بومی و منطقه‌ای در افراد این دو ناحیه است.
یافتن فیلم Entre Marx y una Mujer Desnuda (۱۹۹۵) که با عنوان Between Marx and a Nude Woman مشهور است، سخت است ولی این فیلم که ساختهٔ کامیلو لزوریاگا اکوادوری است دربارهٔ زندگی جوانان چپ‌گرای اکوادوری در کشوری با اندک اثراتی از سیستم‌های فئودال و پر از کودتای گاه‌وبیگاه است.
فیلم "Sensaciones" در سال ۱۹۹۱ به کارگردانی خانوادگی خوان استبان کوردرو و ویویانا کوردرو است که در اکوادور فیلم‌برداری شده است. ویویانا کوردرو بعدها درگیر ساخت فیلم «Ratas, Ratones, y Rateros» در سال ۱۹۹۹ شد و سپس به ساخت فیلم «Un Titán en el Ring» در سال ۲۰۰۲ پرداخت.
فیلم Vibes در دههٔ ۱۹۸۰ با بازی سیندی لپر و چف گلدبلام نیز در اکوادور فیلم‌برداری شده است. شهرهای آندان محل فیلم‌برداری این فیلم بودند.
علاوه بر فیلم، دررمان داستانی‌علمی راد گلن سلطان آمریکا نیز به مکان‌های در اکوادور اشاره شده است.

## حمل و نقل
اکوادور دارای شبکه‌ای از بزرگراه‌های ملی می‌باشد که Ministerio de Obras Públicas y Comunicaciones (وزارت کارهای دولتی و ارتباطات) نهاد دولتی  مسئول حفظ و نگهداری از آن‌ها است. بزرگراه سراسری آمریکا قسمت‌های شمالی و جنوبی کشور را به هم متصل می‌سازد و همچنین اکوادور را از شمال به کلمبیا و از جنوب به پرو متصل می‌کند. کیفیت جاده‌ها، حتی در شاهراه‌ها بسیار متفاوت است.